# Chloroclystis mediana
Chloroclystis mediana là một loài bướm đêm trong họ Geometridae.